# Petrovice (zámek, okres Rakovník)
Petrovice jsou zámek ve stejnojmenné vesnici jihozápadně od Rakovníka v okrese Rakovník ve Středočeském kraji. Předcházela mu tvrz z šestnáctého století, která sloužila jako vrchnostenské sídlo malého panství. Jeho majiteli bývali příslušníci nižší šlechty jako Renšpergárové z Renšperka nebo Hrobčičtí z Hrobčic. Tvrz na začátku třicetileté války vyhořela a po roce 1709 na jejím místě nechal Jan Josef z Valdštejna vybudovat barokní zámek. Dochovaná klasicistní podoba je výsledkem přestavby, kterou v devatenáctém století realizovali Wallisové z Karighmainu. Areál zámku je chráněn jako kulturní památka.

## Historie
Prvním vrchnostenským sídlem v Petrovicích bývala tvrz, kterou společně s vesnicí roku 1510 založil Petr Holý z Chrástu. V následujících letech petrovické panství výrazně rozšířil a roku 1542 je prodal Václavu Dlaskovi z Vchynic. Toho však ještě téhož roku zavraždil Albrecht z Valdštejna na Pšovlkách, takže Petrovice zdědili Václavovi synové, kteří se roku 1555 o majetek rozdělili. Statek získal Radslav Vchynský, který k němu připojil hrad Krakovec i s jeho panstvím. Radslav roku 1587 Petrovice s tvrzí, poplužním dvorem, Šanovem, Václavy, Nouzovem, Řeřichami, Hostokryjemi a dvěma selskými dvory v Příčině prodal Ferdinandovi Renšpergárovi z Renšperka a Držkovic. Sám se odstěhoval do Teplic, zatímco nový majitel petrovické panství držel jen dva roky, po nichž ho od něj koupil Havel Hrobčický z Hrobčic a na Kolešovicích. Havel zemřel roku 1613, a následujícího roku přijal Petrovice s Příčinou za léno jeho syn Jan starší.
Jan starší Hrobčický se zúčastnil stavovského povstání v letech 1618–1620 a roku 1620 nebo brzy poté zemřel. Statek po něm převzal nejstarší syn Jiří Havel Hrobčický, ale majetek mu byl zkonfiskován. Roku 1623 majetek za 25 932 kop míšeňských grošů koupil hejtman brandýského panství Jan Zeller z Rosenthalu. Podle kupní smlouvy petrovická tvrz tři roky předtím vyhořela.
Roku 1638 Petrovice se spálenou tvrzí, dvůr a ves Příčinu, Hostokryje se dvorem a ves Krakov koupila Alena Marie Vchynská. S manželem Radslavem Jaroslavem Vchynským roku 1644 přikoupili Krakovec a obě panství spojili. Manželé sídlili na Krakovci a petrovická tvrz chátrala. Když roku 1651 panství kupoval Karel Heřman Koc z Dobrše, byla označena jako pustá.
V roce 1709 se novým majitelem Petrovic stal Jan Josef z Valdštejna na Křivoklátě. Koupil je za sto tisíc zlatých a krátce poté nechal ve vsi vybudovat kostel Navštívení Panny Marie, faru, školu, lázeň, ovčín, myslivnu, čtyřpatrovou sýpku a stodolu se dvěma mlaty. Na místě bývalé tvrze založil barokní zámek s kaplí svatého Michala a glorietem. Valdštejnova dcera Marie Anna, provdaná Fürstenbergová, petrovický statek roku 1732 prodala Jiřímu Olivierovi Wallisovi. Jeho potomci jej v polovině devatenáctého století přestavěli v klasicistním slohu; dochovaná podoba s novorenesančními prvky je výsledkem úprav z konce devatenáctého století.
Wallisům zámek patřil do roku 1881, kdy jej v dražbě získal Josef Siegereich, od nějž ho v roce 1894 koupil právník Vilém Hersch. Od roku 1899 patřil Maxi Egonovi z Fürstenbergu, který jej spravoval jako součást křivoklátského statku až do první pozemkové reformy. V letech 1964–1965 byla zámecká budova adaptována pro potřeby rakovnického okresního archivu. Od roku 1987 je zámek chráněn jako kulturní památka. Kromě vlastní budovy k památkově chráněnému areálu patří zámecká zahrada s parkem a ohradní zeď s branou.

## Stavební podoba
Zámecký areál se nachází u silnice II/229 na západním okraji vesnice. Jednopatrová obdélná budova má klasicistní charakter, který získala výraznou přestavbou barokního sídla. Ze západního průčelí vybíhá křídlo či rizalit, v němž je umístěn vstupní půlkruhový portál. Protější zahradní průčelí má nad hlavní římsou trojúhelníkovou atiku, v jejímž štítě je umístěn erb rodu Wallisů. Fasádu budovy člení vodorovné pásy s kordonovou římsou. Okenní parapety jsou zdobené girlandami.
V interiéru vede ze vstupní haly schodiště do prvního patra. Strop schodiště je plochý a nachází se na něm slepá freska. Některé přízemní prostory jsou klenuté křížovými a valenými klenbami s jednoduchými štukovými ozdobami.